# Rotundabaloghia endroedyi
Rotundabaloghia endroedyi es una especie de arácnido del orden Mesostigmata de la familia Uropodidae.

## Distribución geográfica
Se encuentra en Ghana.